# Croc: Legend of the Gobbos
Croc: Legend of the Gobbos es un videojuego de plataformas de 1997 desarrollado por Argonaut Games y publicado por Fox Interactive. Croc, uno de los primeros juegos de plataformas en 3D, salió a la venta para PlayStation, Sega Saturn y Windows. Croc se desarrolla en el ficticio Valle de los Gobbos: Legend of the Gobbos sigue a un joven cocodrilo llamado Croc, que se propone rescatar a su familia adoptiva (un grupo de criaturas peludas conocidas como Gobbos) del malvado mago Barón Dante.
El juego comenzó a desarrollarse poco después de una fructífera relación entre Argonaut y Nintendo, ya que la primera creó un chip de procesamiento para la Super Nintendo Entertainment System llamado Super FX que se utilizó en juegos como Star Fox para mostrar entornos poligonales en 3D. Primero se presentó a Nintendo como prototipo para un juego de plataformas en 3D en el que el jugador controlaba a Yoshi, de la serie Super Mario de Nintendo, pero finalmente fue rechazado por Nintendo, lo que puso fin a la relación e impulsó a Argonaut a rediseñar el juego como una propiedad original. Los personajes y la mecánica del juego fueron diseñados por Simon Keating en su primer proyecto de videojuegos. Justin Scharvona, Karin Griffin y Martin Gwynn Jones compusieron la música del juego, mientras que Jonathan Aris puso voz a Croc.
Croc: Legend of the Gobbos recibió críticas medias; los elogios se dirigieron a los efectos visuales, la música y el sonido del juego, mientras que las críticas se dirigieron a los controles, la cámara y la falta de innovación. Se convirtió en uno de los lanzamientos más exitosos de Argonaut, con más de 3 millones de copias vendidas para PlayStation. En 1999 se publicó una secuela del juego, titulada Croc 2. En junio de 2000, Virtucraft desarrolló una versión 2D del juego para Game Boy Color. En enero de 2001, Natsume Co. lanzó una secuela. El lanzamiento de una versión remasterizada del juego original está previsto para Nintendo Switch, PlayStation 4, PlayStation 5, Windows, Xbox One y Xbox Series X/S en el primer trimestre de 2025.

## Sistema de juego
Croc: Legend of the Gobbos es un videojuego de plataformas 3D en tercera persona en el que el jugador controla al personaje principal, un cocodrilo verde llamado Croc, a través de varios recorridos que tienen lugar en varias islas a lo largo del Valle de los Gobbos. Hay más de siete reinos. A los niveles se accede a través de un mapa del mundo, y consisten en diferentes sub-secciones más pequeñas que tienen lugar tanto en la superficie como bajo tierra (así como ocasionalmente bajo el agua) que están llenas de diversos enemigos y obstáculos que tratan de impedir Croc.
El objetivo principal de cada nivel es recorrerlo y alcanzar el gong situado al final del nivel para transportar a Croc al siguiente, al tiempo que se salva al mayor número posible de Gobbos capturados y encarcelados por todo el escenario. Algunas fases también contienen jefes enemigos conocidos como «Guardianes» que Croc debe derrotar para pasar a la siguiente fase. Hay diferentes objetos coleccionables repartidos por las fases, como pequeños orbes de cristal gris que actúan como la salud de Croc, y corazones rojos que dan al jugador una vida extra cuando se recogen. Además, en cada escenario hay 6 Gobbos cautivos de la tribu Dantini que actúan como objetivo principal de Croc a lo largo del juego. 5 de estos Gobbos están escondidos en varios lugares a lo largo del nivel, a menudo recogidos resolviendo un puzzle o completando un desafío, mientras que el 6º Gobbo se encuentra en una habitación extra escondida tras unas puertas a las que sólo se puede acceder recogiendo 5 cristales de colores escondidos por todo el nivel. Al rescatar a todos los Gobbo antes de un nivel de jefe en cada mundo, se desbloquea un nivel secreto que se puede completar para recoger una pieza de rompecabezas. Posteriormente, al recoger todas las piezas del rompecabezas del juego, se desbloquea una isla adicional que contiene más niveles por los que el jugador puede avanzar. Aunque no es obligatorio recoger a los Gobbos para completar el juego, es necesario hacerlo para enfrentarse al jefe final y desbloquear el verdadero final del juego.
Las habilidades de maniobra de Croc son comparables a las de Mario en Super Mario 64, sus principales métodos de movimiento consisten en correr, saltar, trepar y nadar con el stick analógico o el D-pad, así como realizar un paso lateral y un giro rápido de 180 grados. El principal método de ataque de Croc consiste en un golpe con la cola en círculo completo que se utiliza para derrotar a enemigos y jefes, así como un movimiento de caída de cadera que puede utilizarse para abrir cajas que contienen objetos coleccionables. La salud de Croc en el juego está representada por los cristales que el jugador recoge a lo largo del juego; cuando Croc es herido por un enemigo, todos sus cristales se pierden y se esparcen a su alrededor en varias direcciones (similar a una mecánica utilizada habitualmente en los juegos de Sonic the Hedgehog). Si Croc es herido mientras no tiene cristales, el jugador pierde una vida y es devuelto al principio del segmento del nivel en el que se encuentra.

## Trama
El rey Rufus, líder de una raza peluda de criaturas llamada los Gobbos, está observando el amanecer sobre el Valle de los Gobbos cuando ve una gran cesta tejida que transporta a una cría de cocodrilo flotando río abajo. Al principio desconfían del joven cocodrilo, pero acaban convenciéndose de su inocencia. El Rey Rufus y los Gobbos deciden criarlo como uno de los suyos y enseñarle las costumbres de los Gobbos. El cocodrilo, llamado Croc, crece con el tiempo, llegando a ser mucho más grande que los Gobbos.
Un día, el Barón Dante y su banda de villanos conocidos como los Dantinis invaden el Valle de los Gobbos y comienzan a aterrorizar a los Gobbos, capturándolos y encerrándolos en jaulas de acero. En medio del caos, el Rey Rufus invoca a un pájaro amarillo mágico llamado Beany, que utiliza sus habilidades mágicas para transportar a Croc a un lugar seguro, inmediatamente antes de que Rufus sea secuestrado por el Barón Dante.
Para cuando Croc ha sido puesto a salvo, los Dantini se han apoderado por completo de todo el Valle de los Gobbos, han encerrado a todos los Gobbos y han convertido a criaturas inocentes de todo el valle en monstruos que actúan como sus secuaces. Croc emprende una búsqueda para liberar a los Gobbos y derrotar al Barón Dante.

## Desarrollo

### Concepto
Croc: Legend of the Gobbos fue desarrollado por Argonaut Games, que venía de una exitosa relación con Nintendo como resultado de su desarrollo del chip de expansión Super FX utilizado en juegos de Super Nintendo Entertainment System como Star Fox y Stunt Race FX. El desarrollo inicial del juego comenzó en 1994, cuando Argonaut empezó a experimentar con el concepto de un juego de plataformas ambientado en la tercera dimensión. Bajo el título provisional de «Yoshi Racing», el concepto inicial era un híbrido de varias mecánicas de los dos videojuegos Super Mario World y Super Mario Kart, con el jugador controlando al personaje Yoshi de la serie Super Mario de Nintendo. Argonaut creó un prototipo de Yoshi Racing y se lo presentó a Nintendo, que en un principio se mostró entusiasmada con el juego, según San. Shigeru Miyamoto, creador de Super Mario, se mostró especialmente fascinado con el proyecto. A pesar de esta entusiasta respuesta, Nintendo rechazó finalmente la propuesta de Argonaut, explicando que ya tenían un proyecto similar en desarrollo. Esto, junto con la cancelación del casi finalizado Star Fox 2, marcó el fin de la relación de Argonaut con Nintendo, lo que les llevó a buscar otro editor que financiara y publicara el juego. Tras dar a conocer el prototipo, Argonaut recibió ofertas de varios editores en 1996. Se eligió a Fox Interactive porque la empresa tenía un plan sólido para convertir Croc en una franquicia multimedia y el personal de Argonaut, que ya trabajaba en un juego para Fox (Alien Resurrection]), estaba familiarizado con ella. Según Jez San, el prototipo de Yoshi Racing que Argonaut había presentado inicialmente a Nintendo tuvo una gran influencia en la creación y el desarrollo de Super Mario 64, aunque en una entrevista de 1997 había declarado que era posible que el parecido entre los juegos fuera completamente casual.
Tras ser rechazado por Nintendo, Argonaut buscó la creación de un nuevo personaje que ocupara el lugar de Yoshi. El que se ofreció a diseñar un nuevo personaje fue el joven artista informático Simon Keating, que «tropezó» con el desarrollo del juego como su primer trabajo en la industria del videojuego tras oír que los desarrolladores del juego necesitaban un nuevo personaje principal. Después de haber esbozado varios posibles diseños de personajes, Keating acabó dando con el diseño final de Croc a raíz de la petición de Argonaut de que diseñara un personaje cuyo diseño se pareciera ligeramente al de Yoshi. Según Keating, Croc tenía un único colmillo que le sobresalía de la boca en referencia a su gato doméstico de entonces, que compartía la misma característica.
El equipo ideó el argumento del juego y el concepto de los Gobbos por el deseo de dar a Croc «algo que salvar» que no fuera una damisela en apuros como una princesa, que el equipo pensó que habría sido demasiado extraño para el escenario y el personaje principal del juego. Según Keating, los Gobbos eran de color rosa en las primeras fases de desarrollo, pero el animador de personajes Pete Day cambió el color del pelaje de los personajes a marrón para que funcionaran mejor en un entorno 3D.

### Diseño
La mecánica de Croc fue diseñada por Keating y el diseñador jefe Nic Cusworth. Los niveles se dividieron en varias subsecciones debido a las limitaciones de hardware de la época y al deseo de Argonaut de no tener que ocuparse de crear una percepción de profundidad convincente. El equipo diseñó los niveles con la idea de que cada habitación pareciese un puzle individual que proporcionase al jugador una sensación de logro cada vez que lo completase. A Cusworth se le ocurrieron los nombres de muchos de los niveles, varios de los cuales hacían referencia a otras piezas de la cultura popular; el primer nivel del juego, llamado «...And So The Adventure Begins», era una referencia a la carátula del vídeo musical de la canción Yankee Rose de David Lee Roth, que Cusworth encontró en una colección de vídeos que poseía por aquel entonces. El nivel «Shouting Lava Lava Lava» era un juego de palabras con la letra «Shouting Lager Lager Lager» de la canción Born Slippy de Underworld, que aparecía en la película cómica británica Trainspotting. Se crearon algunos niveles de snowboard para el juego, pero se eliminaron casi al final del desarrollo porque no hubo tiempo de terminarlos antes de la fecha límite, aunque San declaró en una entrevista que aparecerían en la secuela.
Croc: Legend of the Gobbos se programó utilizando un lenguaje propio de estilo BASIC llamado «Argonaut Strategy Language», mientras que los niveles y la mecánica se crearon utilizando un editor de niveles interno titulado «CrocEd» que se ejecutaba con MS-DOS. Argonaut reutilizó el motor de Croc para otros juegos, como Alien: Resurrection, Disney's Aladdin in Nasira's Revenge y Harry Potter y la piedra filosofal. Aunque Croc permitía el uso del stick analógico del mando DualShock para el movimiento, el mando no salió a la venta hasta muy avanzada la producción del juego, que se desarrolló principalmente con el control del pad direccional de Sega Saturn en mente; como resultado, el control analógico se implementó en el juego bastante tarde en su desarrollo.

### Audio
La música de Croc fue compuesta por Justin Scharvona, Karin Griffin y Martin Gwynn Jones. Scharvona llevaba componiendo música para varios juegos de Argonaut desde 1988, y trabajaba internamente en el estudio desde 1994. La banda sonora se desarrolló al mismo tiempo que el resto del juego, en lugar de componerse para un juego completo. Scharvona intentó componer las canciones del juego de forma que los oyentes pudieran «silbar» con ellas. El tema principal del juego se inspiró en una canción incluida en un CD de música mexicana que Scharvona había escuchado, con un rítmico riff de piano y un solo de trompeta como protagonista. La música ambiental de los niveles de la cueva se inspiró en otras piezas musicales populares: los chasquidos rítmicos de los dedos y el clavicordio de las canciones se basaron en el tema principal de La familia Addams, mientras que el theremín principal se basó en la música de terror de los especiales de Halloween de Los Simpson Treehouse of Horror y el órgano Hammond se derivó de una versión de «Foxy Lady» que Scharvona había estado componiendo para el videojuego Wayne's World en ese momento. Según Jez San, los compositores crearon tantas melodías para Croc que hubo que comprimir el audio 4:1 para que cupiera todo en un disco.
Las muestras de voz para Croc fueron proporcionadas por el actor británico Jonathan Aris, que por aquel entonces era amigo del departamento de audio de Argonaut. Aris acudió al estudio de Argonaut para hacer el papel y grabó todos sus diálogos en una hora, según Cusworth.

## Lanzamiento
Croc: Legend of the Gobbos fue anunciado por Fox Interactive en mayo de 1997, y se presentó por primera vez en la Electronic Entertainment Expo de 1997, en junio, como uno de los cuatro juegos presentados por Fox. El juego salió a la venta simultáneamente para Sony PlayStation, Sega Saturn y Windows en Norteamérica el 26 de septiembre, y en Europa el 10 de octubre. La versión del juego para PlayStation se reeditó bajo el sello Greatest Hits de Sony a finales de septiembre de 1998. El juego salió a la venta en Japón el 18 de diciembre de 1997 para PlayStation y el 26 de marzo de 1998 para Sega Saturn con el título Croc! Pau Pau Island, publicado por Mitsui MediaQuest.

### Promoción
Un anuncio de Croc: Legend of the Gobbos aparece al principio de la edición en VHS de Casper, la primera aventura, así como en el lanzamiento en VHS de Power Rangers en el espacio. El anuncio del juego también apareció en el VHS de junio de 1998 de Home Alone 3. En noviembre de 1997, Electronic Gaming Monthly organizó un concurso promocional en el que los concursantes enviaban una postal para ganar una copia del juego y varias prendas de Croc, como una chaqueta de ante/lana, una mochila de cuero, una camiseta y una gorra de béisbol. En 1997, Prima Games publicó una guía de estrategia oficial del juego, escrita por Anthony James.

### Remasterización
El 6 de junio de 2023, el fundador de Argonaut Software, Jez San, anunció a través de Twitter que se estaba empezando a desarrollar un juego de HD Croc. El 28 de agosto de 2024, Argonaut Games, que había cerrado en 2004, anunció el renacimiento de la empresa junto a una remasterización de Croc: Legend of the Gobbos para «todas las consolas actuales» y Windows. La remasterización incluirá mejoras visuales, esquemas de control actualizados y contenido adicional, como arte conceptual y entrevistas con los desarrolladores. Salió a la venta en Windows, Nintendo Switch, PlayStation 4, PlayStation 5, Xbox One y Xbox Series X/S el 2 de abril de 2025. Las ediciones físicas de las versiones para Nintendo Switch y PlayStation 5 serán distribuidas por Rock It Games en Norteamérica.

## Recepción
Croc: Legend of the Gobbos recibió críticas medias por parte de la crítica. La versión para PlayStation del juego tenía una puntuación agregada de 79,14 % en el sitio web de reseñas GameRankings en el momento del cierre del sitio en 2019, basada en siete reseñas.
Los críticos comentaron casi unánimemente que el juego es muy derivado, tomando descaradamente elementos de juegos de plataformas anteriores como Tomb Raider (colgarse de salientes, empujar bloques), Sonic the Hedgehog (perder los objetos recogidos al ser golpeado), Gex (el ataque con el látigo de cola) y Super Mario 64 (el pisotón en el culo, el 3D de movimiento libre, el estilo visual), pero la mayoría llegó a la conclusión de que estos elementos de segunda mano se mezclaban de tal manera que daban lugar a una experiencia al menos moderadamente entretenida y con cierto aire propio. Sushi-X de Electronic Gaming Monthly por ejemplo, concluyó que «la mayoría de las características parecen prestadas de otros títulos, pero la mezcla funciona bastante bien». Game Informer declaró: «Disfrutamos con todo lo que se ha tomado de los distintos juegos, y estamos seguros de que tú también lo harás. Croc utiliza todas estas ideas y les añade su propio sabor».
Los críticos señalaron además que los gráficos y el alcance del juego, similares a los de Super Mario 64, lo convertían en un impresionante logro técnico tanto para la PlayStation como para la Saturn, que, según la opinión general, no eran tan potentes como la Nintendo 64. Los críticos de la versión Saturn comentaron que, aunque es inferior a la versión PlayStation, las diferencias entre ellas son impresionantemente menores. Los cuatro críticos de Electronic Gaming Monthly dieron un 7,5 sobre 10 a ambas versiones.
Las críticas también elogiaron ampliamente la pegadiza música, los efectos sonoros atmosféricos, y el desafío opcional añadido de acceder a zonas secretas. Sega Saturn Magazine resumió que «Argonaut ha producido una experiencia de audio que debe ser bombeada a través de altavoces de sonido envolvente para ser apreciada en su totalidad. Combinando habla digitalizada, melodías que hacen sonar los pies y algunos efectos de ambiente aterradoramente realistas, los muchos mundos de Croc presumen de una atmósfera con la que pocos desarrolladores llegan a tanto».
Los controles fueron más controvertidos. Mientras que algunos los describieron como sólidos y refinados, otros descubrieron que adolecían de una capacidad de respuesta incoherente y una configuración ilógica. GamePro explica que «Inexplicablemente, si tiras hacia abajo del mando analógico, Croc dará un paso adelante para girar en arco y caerá por cualquier saliente si está demasiado cerca». La mayoría de los críticos también consideraron que la cámara era un grave problema, ya que dificultaba juzgar los saltos, especialmente en las últimas fases del juego. Joe Fielder de GameSpot dijo que esto hace que el juego sea «frustrantemente difícil de jugar».
La falta de variedad en la jugabilidad y el diseño de los entornos fue otro de los problemas más citados. IGN alabó los gráficos y los controles, aunque criticó la falta de variación y señaló sus similitudes con Super Mario 64. Next Generation también tuvo una respuesta moderada en general, juzgando que «el juego proporciona suficiente entretenimiento bonito e indoloro para mantener a los jugadores tranquilos, pero no hay suficiente desafío para certificar a Croc un nicho junto a los clásicos que tan fácilmente intenta emular. Es lo justo para evitar que su nombre se use en su contra».
Las críticas a la versión para Windows fueron en general más negativas que las de las versiones para consola. Josh Smith de GameSpot criticó los gráficos, la cámara y los controles, y finalmente consideró el juego «un juego de plataformas 3D genérico». PC Gamer señaló que los juegos de plataformas en 3D son difíciles de hacer bien porque la cámara itinerante añade complicaciones a los saltos de precisión que exige el género, y evaluó que «la jugabilidad resultante puede ser desde ocasionalmente irritante hasta desastrosa, y por desgracia, Croc, el nuevo juego de plataformas en 3D de Fox Interactive, cae en algún punto intermedio».
En 2014, GamesRadar incluyó Croc en su lista de los mejores juegos de Sega Saturn de todos los tiempos, señalando que el juego «dio a los jugadores de las máquinas de Sega y Sony la oportunidad de explorar 42 niveles de colores brillantes de Argonaut en el Reino Champiñón, ganando la compañía un éxito de ventas de su propia en el proceso».
Croc: Legend of the Gobbos fue considerado un éxito comercial para Argonaut, ya que la versión para PlayStation del juego vendió más de un millón de copias en Estados Unidos, y convirtiéndose en bestseller de consolas en el Reino Unido durante dos meses. En septiembre de 1998, el juego había vendido más de 1,5 millones de copias en todo el mundo; en mayo de 1999 se habían vendido más de 2 millones de copias del juego, y en marzo de 2000 había vendido más de 2,4 millones de unidades. El juego se convirtió en uno de los títulos más vendidos de Argonaut Software, y la versión para PlayStation vendió más de 3 millones de copias en todo el mundo.

## Legado
La secuela de Croc: Legend of the Gobbos apareció por primera vez en la contraportada del manual de la versión para Sega Saturn del juego. Inicialmente se anunció para las Navidades de 1998, Croc 2 salió a la venta en junio de 1999 para Sony PlayStation, y más tarde para Microsoft Windows y Game Boy Color. También se anunció una versión para Sega Saturn, pero nunca salió a la venta, y un port del juego para Sega Dreamcast fue finalmente cancelado. El juego sigue a Croc en su nueva aventura para derrotar al Barón Dante, que ha capturado a Gobbo, un viejo inventor, mientras busca a sus padres desaparecidos hace mucho tiempo. El juego introduce numerosos cambios con respecto a la primera entrega, como la incorporación de un contador de salud, más niveles basados en misiones y una zona central abierta para navegar por los niveles. En junio de 2000 salió a la venta una versión del juego en 2D y desplazamiento lateral para Game Boy Color, titulada simplemente Croc. A mediados de la década de 2000 salieron a la venta tres juegos para teléfonos móviles basados en el juego, desarrollados por Morpheme y titulados Croc Mobile: Jungle Rumble, Croc Mobile Pinball y Croc Mobile: Volcanic Panic!. Debido al éxito del juego original y de su sucesor, Fox Interactive consideró la posibilidad de crear una serie de televisión animada basada en los juegos, plan que nunca llegó a materializarse.